# Lilla Örasjön
Lilla Örasjön är en sjö i Halmstads kommun i Halland och ingår i Nissans huvudavrinningsområde. Sjön är 9,2 meter djup, har en yta på 0,008 kvadratkilometer och är belägen 50 meter över havet.